# توني أوليفر
توني أوليفر (بالإنجليزية: Tony Oliver)‏ (22 سبتمبر 1967 ببورتسموث في المملكة المتحدة - ) هو لاعب كرة قدم بريطاني في مركز حراسة المرمى. لعب مع نادي برينتفورد ونادي بورتسموث وDorchester Town F.C. ‏ ونادي ويموث.